# Księga fundacji

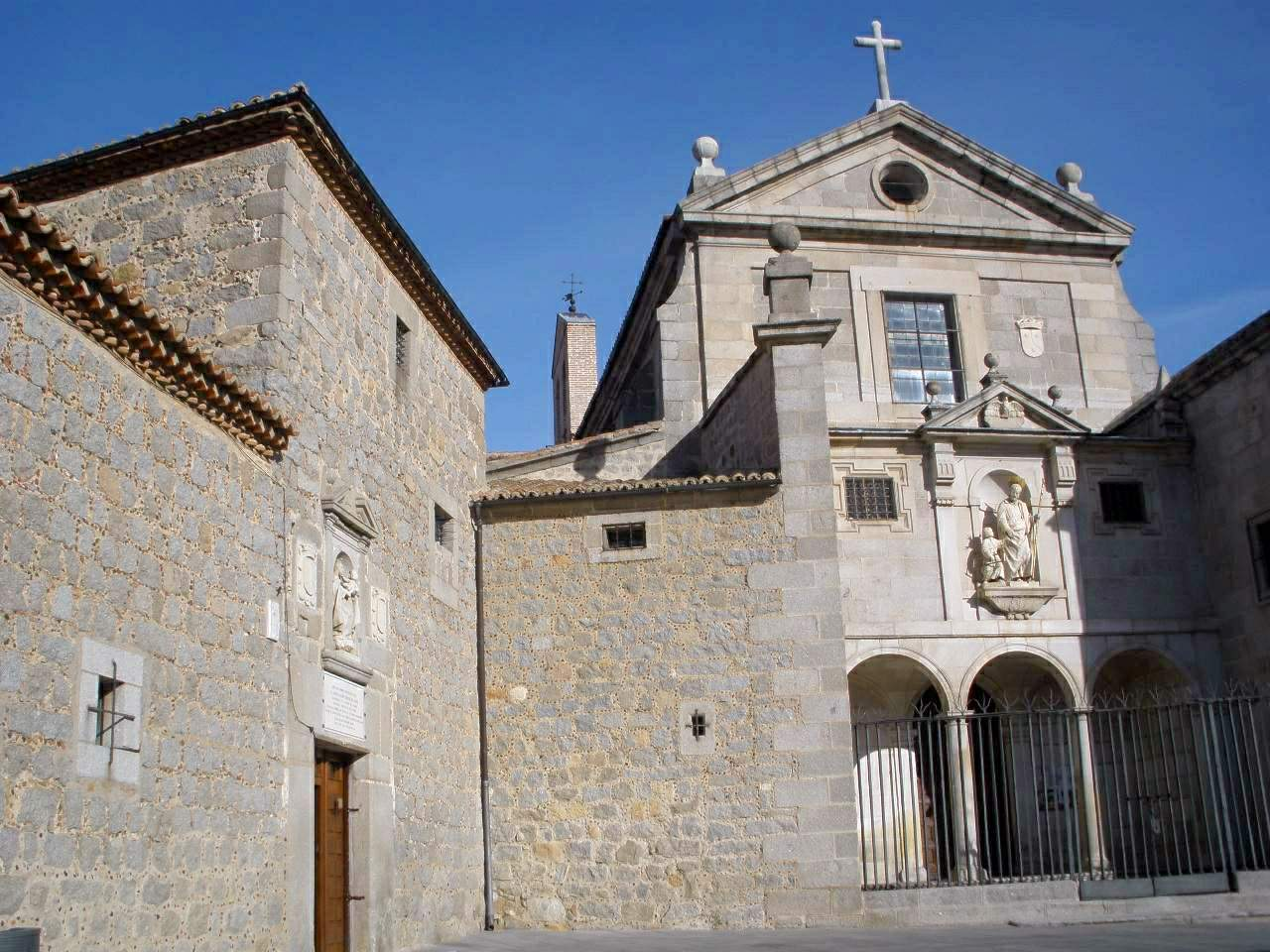
Klasztor św. Józefa w Ávila, założony przez św. Teresę od Jezusa

Księga fundacji (hiszp. Libro de las fundaciones, Las fundaciones) – dzieło św. Teresy z Ávili, doktora Kościoła i mistyczki napisane w latach 1573–1582 i opublikowane w 1610 roku. Święta opisuje w nim dzieje i perturbacje związane z zakładaniem przez nią nowych fundacji, czyli klasztorów sióstr karmelitanek bosych, po założeniu w 1562 roku klasztoru pw. św. Józefa w Ávili.
Książka była uzupełniana aż do nagłej śmierci autorki w 1582 roku. Księga fundacji została wydana dopiero w 1610 roku, ze względu na to, że wielu utrudniających reformę zakonu karmelitańskiego w Hiszpanii, których imiennie w niej opisywała, wcześniej jeszcze żyło.